# رابرت کنز
رابرت کنز (انگلیسی: Robert Cairns; ۲۵ دسامبر ۱۹۲۷ – ۴ ژانویه ۱۹۵۸ (۳۰ ساله)) بازیکن فوتبال اهل بریتانیا بود.
از باشگاه‌هایی که در آن بازی کرده‌است می‌توان به باشگاه فوتبال ساندرلند و باشگاه فوتبال گیتزهد اشاره کرد.